# Palpoxena pallipes
Palpoxena pallipes es una especie de insecto coleóptero de la familia Chrysomelidae.
Fue descrita científicamente en 1801 por Fabricius.